# Земля жаждет
«Земля жаждет» — советский фильм-драма 1930 года. Другое название фильма — «Два подкопа».
Фильм был снят на рубеже немого и звукового кино. Первоначальная версия фильма — немая, но в 1931 году он был озвучен шумами и музыкой. Озвученная картина долго шла на экранах страны как одна из самых популярных советских звуковых лент.
Американский режиссёр Кинг Видор в 1934 году заявил в печати, что не только тема, но и многие сцены его фильма «Хлеб наш насущный» возникли под прямым влиянием фильма Райзмана «Земля жаждет» и других советских фильмов.

## Сюжет
События происходят в начале 1920-х годов в дальнем туркменском ауле, затерянном в песках Кара-Кума. Селение испытывает острую нехватку воды, что заставляет крестьян подчиняться Аман-Дурды-баю. В один день в аул приезжают четверо советских студентов-практикантов из гидротехнического вуза. Комсомольцы обращаются к местному населению с предложением снарядить экспедицию к холмам Тимура, преграждающим доступ воды в пустыню. Это естественно не может понравиться баю, которого устраивает сложившаяся ситуация с водой, и он хочет, чтобы крестьяне и дальше зависели от него.

## В ролях
- Юлдаш Агзамов — Курбан-Гелды
- Кира Андроникашвили — Джамал
- Дмитрий Консовский — Сеня Богатырчук
- Николай Санишвили — Нико
- Сергей Слетов — Лёва Коган
- Л. Шнейвенс — Аман-Дурды-бай
- М. Виноградов — Виноградов